# Fernão Mendes Pinto

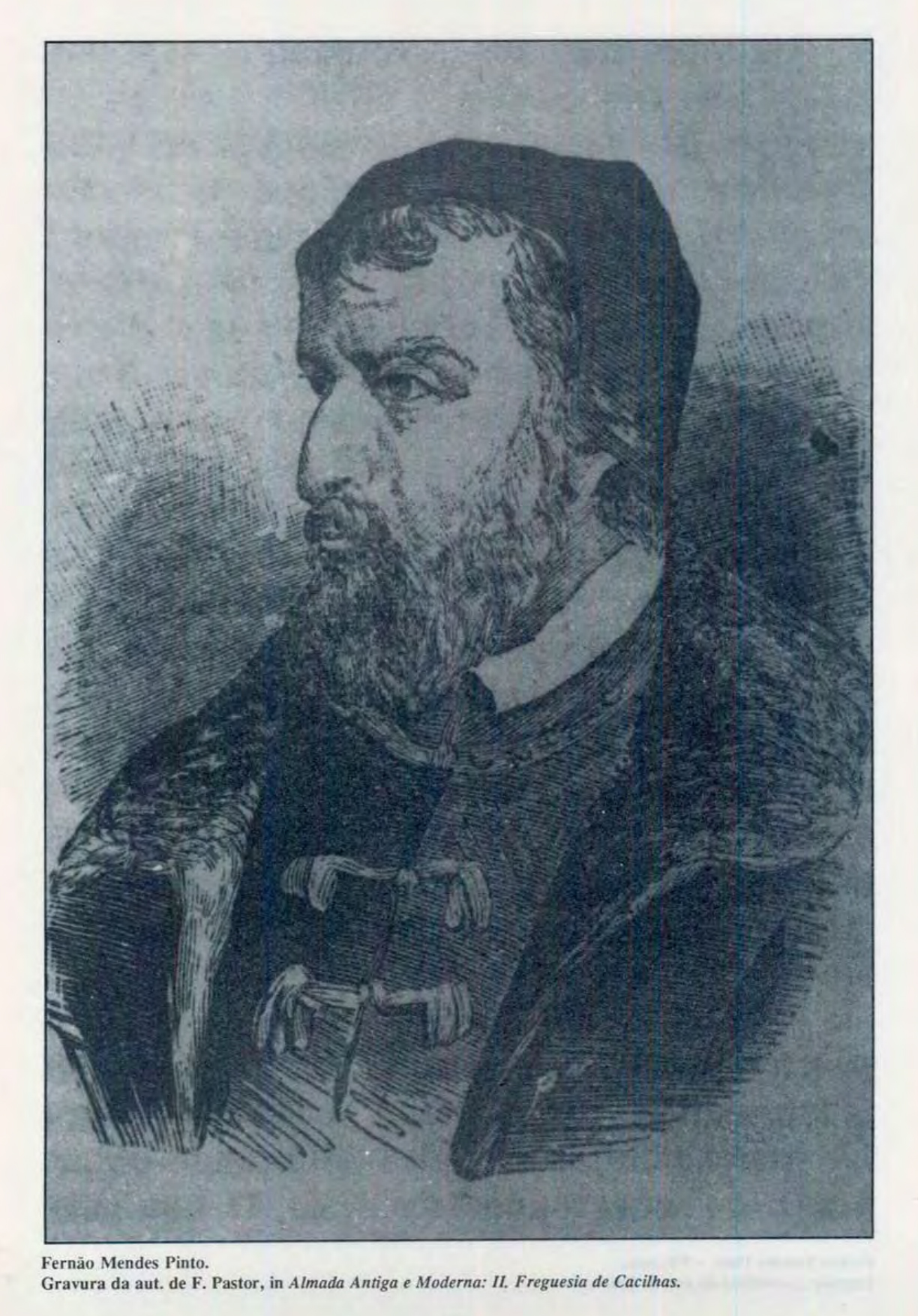
Fernão Mendes Pinto

Portugiesische 2-Euro-Gedenkmünze 2011

Fernão Mendes Pinto [fɯɾ'nɐ̃ũ 'mẽdɨʃ 'pĩtu] (* 1509, 1510 oder 1514 in Montemor-o-Velho; † 1583 in Pragal (bei Almada)) war ein portugiesischer Entdecker und Schriftsteller. Im Zuge seiner Reisen besuchte er den Mittleren und Fernen Osten, Äthiopien, das Arabische Meer, China, Indien und Japan.
Seine Abenteuer wurden durch die postume Veröffentlichung seiner Memoiren Pilgerreise (Portugiesisch: Peregrinação) im Jahr 1614 bekannt. Der Wahrheitsgehalt des episch ausgestalteten Werkes ist schwer bestimmbar. Der Reisebericht umfasst in literarischer Form eine historische Quelle für asiatisches Leben im 16. Jahrhundert sowie Kritik am Kolonialismus. Die Beschreibung von Kolonialismus als Ausbeutung unter dem Vorwand einer religiösen Mission ist ungewöhnlich für die Zeit der Entstehung der Peregrinação. Zur Zeit der Inquisition musste Fernão Mendes Pinto seine Sicht indirekt unter Verwendung literarischer Gestaltungselemente ausdrücken. 2017 wurden seine Erinnerungen mit Peregrinação verfilmt.

## Leben

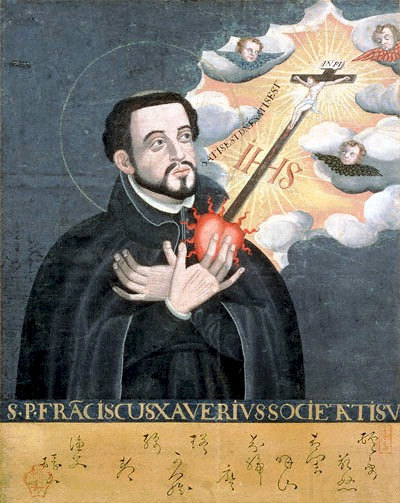
Francisco de Xavier auf einem japanischen Porträt aus der Namban-Periode

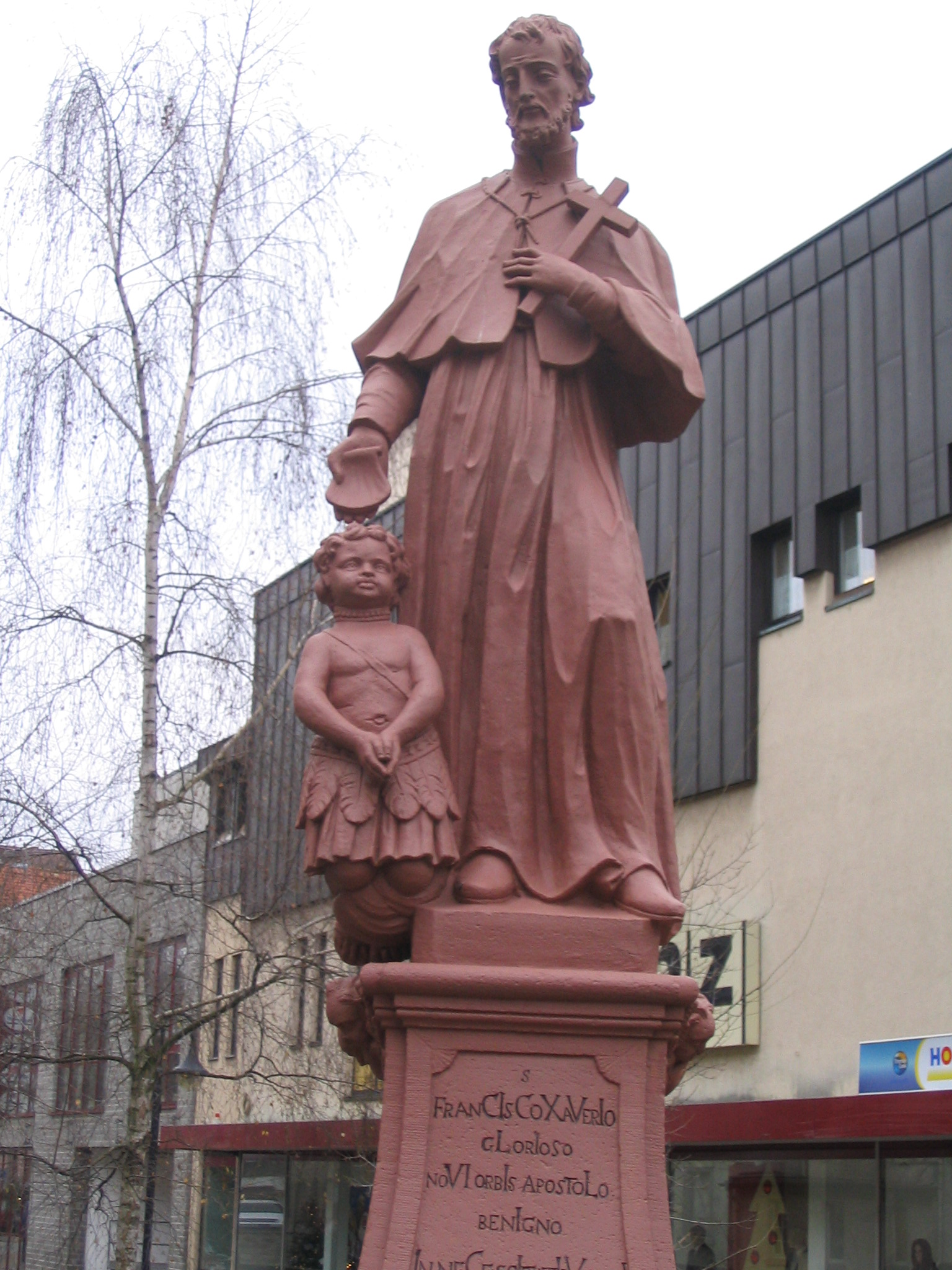
Franz Xaver als Brückenheiliger in Bensheim (Skulptur von 1747, der kniende indische Junge wurde später hinzugefügt)

Fernão Mendes Pinto wurde zwischen 1509 und 1514 als Kind einer armen Familie in Montemor-o-Velho geboren. Über seine Familie ist bekannt, dass er zwei Brüder, António und Álvaro, sowie einen wohlhabenden Cousin mit Namen Francisco García de Vargas hatte. Alle drei bereisten wie Pinto selbst auch später die portugiesischen Überseestützpunkte in Asien.
Am 13. September 1531 kam Pinto durch Vermittlung seines Onkels als Diener nach Lissabon in das Haus einer adligen Dame. Nach eineinhalb Jahren verließ er aus nicht näher bekannten Gründen überstürzt den Hof und schiffte sich nach Setúbal ein. Pinto selber schrieb hierzu: „Etwas geschah, das mich in große Gefahr brachte, so dass ich gezwungen war, das Haus in kürzester Zeit zu verlassen und um mein Leben zu rennen.“
Bei Sesimbra wurde sein Schiff angeblich von französischen Piraten ausgeraubt, die die Passagiere bei Melides zurückließen. In Setúbal trat er in den Dienst des Adligen Dom Francisco de Faria, später wurde er Edelknabe bei einem unehelichen Sohn des Königs, Dom Jorge de Lencastre, Herzog von Coimbra. Am 11. März 1537 verließ Pinto Portugal auf einem Segelschiff in Richtung Portugiesisch-Indien, wo auch seine Brüder lebten, und begann damit eine 21-jährige Asienreise. Nach seinen Angaben waren Unzufriedenheit mit der Entlohnung und die Erwartung besserer Chancen in Indien Gründe für seine Auswanderung.
Fernão Mendes Pinto gibt an, er habe sich in den 21 Jahren u. a. in den heutigen Ländern Äthiopien, Dubai, Jemen, Indien, Indonesien, Thailand, Kambodscha, Vietnam, Myanmar (Birma), Malaysia, China und Japan aufgehalten. Nur für eine Reise von Indien nach Japan existieren unabhängige Quellen.
Im Jahre 1551 lernte er Francisco de Xavier, einen Mitbegründer der Gesellschaft Jesu, kennen. Pinto war offenkundig ein wohlhabender Kaufmann geworden und spendete 300 Cruzados für den Bau der ersten Kirche in Japan. Am 9. April 1554 trat er in Goa als Laienbruder der Gesellschaft Jesu bei und spendete ihr einen Großteil seines Vermögens.
Ebenfalls 1554 traf ein Schreiben von Ōtomo Yoshishige, des Shugo-Daimyō von Bungo, in Goa ein, in dem er Vizekönig Alfonso de Noronha um die Entsendung Francisco de Xaviers nach Japan bat und seinen Übertritt zum Christentum anbot. Francisco de Xavier war jedoch bereits verstorben. Ersatzweise wurde Belchior Nunes Barreto, Rektor der Jesuiten, als Leiter einer religiösen Mission entsandt. 1554 kam Pinto in seiner Begleitung nach Japan. Bei ihrer Ankunft hatte sich allerdings die innenpolitische Lage Japans geändert und Otomo konnte wegen andauernder Bürgerkriege seiner Ankündigung des Übertritts zum Christentum nicht Folge leisten. Pinto bekleidete dort die Funktion eines Botschafters des Vizekönigs und war mithin nicht Mitglied der religiösen Mission. Briefe Pintos, die von Malacca am 5. Dezember 1554 bzw. von Macao am 20. November 1555 nach Portugal geschickt wurden, sowie existente weitere Quellen belegen diese Japanreise.
Nach der Japanreise verließ Pinto den Orden der Jesuiten wieder. Die Gründe für seinen Austritt sind heute unbekannt. Die Jesuiten nahmen Korrekturen an seinen erst 20 Jahren nach seinem Tod erschienenen Memoiren vor und strichen ihn aus jesuitischen Dokumenten. Offenkundig hat Pintos letzte Reise nach Japan seine Einstellung gegenüber den Idealen der Jesuiten oder deren konkreten Wirken grundlegend verändert.
Pinto kehrte am 22. September 1558 nach Portugal zurück. Von 1562 bis 1566 versuchte er vergeblich, eine Pension für seine angeblichen Dienste in Asien gerichtlich zu erstreiten. Er zog nach Almada und heiratete Maria Correia de Brito, mit der er mehrere Kinder hatte; die Geburt zweier Töchter ist belegt.
Pinto hatte sich einen Ruf als Asien-Kenner erworben, denn der portugiesische Historiker João de Barros und der Cosimo I. de’ Medici schätzten ihn als Informationsgeber. Bereits ab 1555 machte ein Bericht über Pintos Reisen als Bestandteil einer in Venedig publizierten Sammlung jesuitischer Briefe ihn in interessierten Kreisen in Europa bekannt.
1573 und 1578 wurde er Stellvertreter (Mamposteiro) des Hospitals São Lázaro e Albergaria in Almada. 1583 erhielt Pinto eine aus Naturalien bestehende Pension von jährlich 1800 l Weizen von König Dom Filipe I. von Portugal.
Fernão Mendes Pinto starb am 8. Juli 1583 und wurde vermutlich in der 1755 beim Erdbeben von Lissabon zerstörten Kirche Santa Maria do Castelo Almadas beigesetzt.

## Pintos Reisen

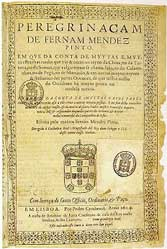
Eine frühe Ausgabe der Peregrinação

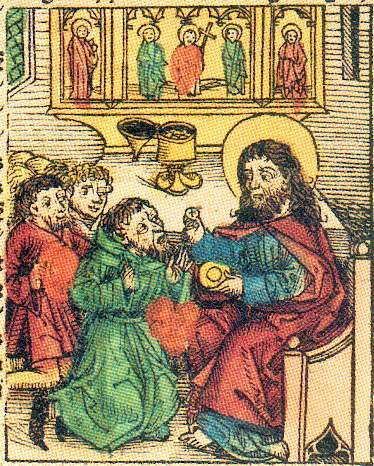
Darstellung des Priesters Johannes in der Schedelschen Weltchronik (1493)

Pinto reiste nach seinen Angaben an die Westküste von Indien und dann durch viele Länder um das Rote Meer von der Küste Afrikas bis zum Persischen Golf. Zurück an der Westküste Indiens in Goa, führte ihn sein weiterer Weg an die Ostküste und von dort zu den portugiesischen Besitzungen um Malakka im heutigen Malaysia. Malakka und später auch wieder Goa waren Stützpunkte weiterer Reisen, die ihn nach Sumatra, Java, Siam, China und Japan geführt haben sollen. Nach 21 Jahren kehrte er aus Japan über Indien nach Portugal zurück.

### Erste Reise nach Indien und Reise in das Rote Meer
Pintos erste Reise begann am 11. März 1537, als er von Lissabon absegelte. Nach einem kurzen Halt in der portugiesischen Kolonie Mosambik will er am 5. September 1537 Diu erreicht haben, eine befestigte Insel und Stadt in Indien, die erst zwei Jahre vorher von Portugal in Besitz genommen worden war. Laut seinem Bericht wurde die Stadt gerade von Süleyman I., dem Prächtigen, belagert, der fest entschlossen war, die portugiesische Herrschaft in Indien zu beenden und das moslemische Handelsmonopol im Osthandel zu bewahren.
Von den Berichten über die Reichtümer angeregt, die durch Überfälle auf die moslemische Schifffahrt erlangt werden konnten, will er einer Aufklärungsmission ins Rote Meer beigetreten sein. Über diese Reise berichtet er:
Er habe eine Nachricht an portugiesische Soldaten überbracht, die Eleni von Äthiopien, die Mutter des „Priester Johannes“ (Kaiser David II.), in einer Bergfestung beschützt hätten.
Nachdem sie Äthiopien über den Hafen Massaua verlassen hätten, hätten sie drei osmanische Galeeren angegriffen, wären jedoch besiegt worden. Sie seien als Gefangene nach Mokka (im heutigen Jemen) gebracht und dort versteigert worden. Er sei an einen moslemischen Griechen verkauft worden. Dieser sei grausam gewesen und Pinto habe deswegen angedroht, Selbstmord zu begehen. Dieses habe seinen Herrn angeblich überzeugt, ihn für Datteln im Wert von 30 Dukaten an einen jüdischen Händler weiterzuverkaufen.
Sein neuer Herr habe ihn über eine Karawanen-Route nach Hormus mitgenommen, damals der führende Handelsort am Persischen Golf. Dort sei er dem Hauptmann der Festung Hormuz und des Königs Magistrat für indische Angelegenheiten zum Kauf angeboten worden und von diesem für 300 Dukaten freigekauft worden.
Seine zweite Reise nach Indien habe kurz nach seiner Befreiung begonnen, als er ein portugiesisches Schiff nach Goa bestieg. Gegen seinen Willen sei er einer nach Dabul segelnden Flotte übergeben worden, die versuchen sollte, dort ankernde osmanische Schiffe zu erbeuten oder zu zerstören. Nach einigen Gefechten unterschiedlichen Ausgangs im Arabischen Meer habe er endlich Goa in Indien erreicht.
Die Portugiesische Seebasis war gegründet worden, um die volle Kontrolle des Seehandels von den anderen europäischen Mächten zu erlangen, nachdem die hergebrachte Landroute nach Indien von den Osmanen versperrt worden war.

### Malakka und der Ferne Osten

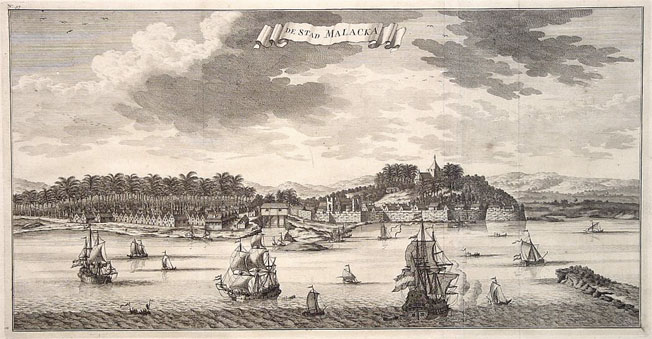
Hist. Ansicht von Malakka, 1726. Der Hafen war wichtig für die Kontrolle über die Handelsschifffahrt von China nach Indien. Die Meerenge von Malakka zwischen Sumatra und Malaysia musste zwingend passiert werden.

Es scheint, dass Pinto ab 1539 in Malakka unter dem Kommando des neu eingesetzten Hauptmanns Pedro de Faria stand. Dieser entsandte ihn, um diplomatische Kontakte mit unbekannten Staaten der Region zu knüpfen.
Den größten Teil seiner Anfangszeit verbrachte er angeblich mit Aufträgen in den unbedeutenden Königreichen Sumatras, die mit den Portugiesen gegen die Muslime von Aceh im Norden Sumatras verbündet waren. Während dieser Reisen tätigte er private Geschäfte. Er will aber, im Unterschied zu vielen seiner Kollegen, loyal gegenüber den Interessen seines Königs geblieben sein.
Nach seiner Reise nach Sumatra sei er nach Pattani an der Ostküste der Malaiischen Halbinsel geschickt worden. In einer gemeinsamen Unternehmung mit seinen in Pattani ansässigen Landsleuten sei er mit einer Ladung Handelsgüter an die Küste Siams gereist. Dort seien sie von muslimischen Piraten überfallen worden, die ihnen ihre Gewinne abgenommen hätten. Bei der Verfolgung der Piraten seien sie unter der Führung Antonio de Farias selber zu Piraten geworden.
Sie seien für Monate im Golf von Tonkin und den Gewässern Südchinas bis hoch nach Korea als Piraten aktiv gewesen. Während dieser Zeit hätten sie das Grab eines chinesischen Kaisers geplündert. Nach einem Schiffbruch sei er in die Hände der Chinesen gelangt und zu einem Jahr Zwangsarbeit an der Chinesischen Mauer verurteilt worden. Er habe nicht die ganze Strafe ableisten müssen, da er bei einer Tatareninvasion gefangen genommen worden sei.
Gemeinsam mit seinen Gefährten habe er sich die Freiheit erkauft, indem sie die Tataren lehrten, Festungen zu stürmen. Im Gefolge eines tatarischen Botschafters seien sie nach Cochinchina (der südlichsten Teil des heutigen Kambodscha und Vietnams) gereist. Während dieser Reise hätten sie eine wichtige religiöse Persönlichkeit getroffen, die mit dem Papst vergleichbar sei. Aus Unzufriedenheit mit dem langsamen Fortgang der Reise, die noch immer in der Nähe der unbewohnten Inseln Kantons verlief, habe er mit zwei Gefährten eine chinesische Piratendschunke bestiegen. Diese sei im Jahr 1543 von einem Taifun an die Küste Tanegashimas geworfen worden.
Mit dem Schiffbruch in Tanegashima begründet Pinto seinen Anspruch, der erste Europäer in Japan gewesen zu sein. Die wichtige religiöse Person, die Pinto getroffen haben will, könnte der Dalai Lama gewesen sein. Die Erzählungen über Piraterie unter dem Anführer Antonio de Faria, den Pinto als einfältig, grausam und habgierig schildert, werden als Parodie auf portugiesische Eroberungen unter dem Vorwand einer religiösen Mission interpretiert.

### Reise nach Japan

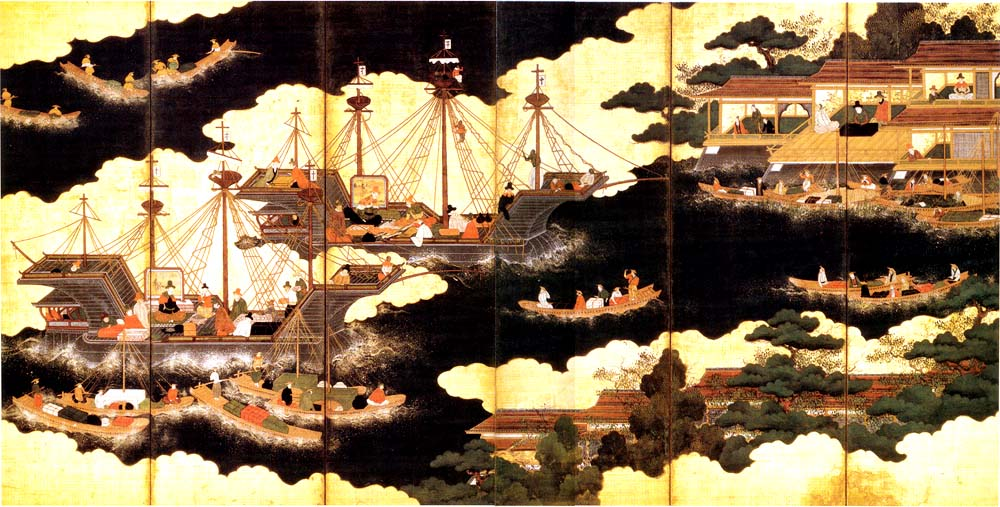
Namban-Handelsschiffe kommen in Japan an. Gemälde aus dem 16. Jahrhundert

Über seine erste Japan-Reise 1542/3 berichtet Pinto:
Er sei nach Ningpo in China, einem portugiesischen Stützpunkt nahe Kanton, zurückgekehrt und habe Kontakte zu portugiesischen Händlern hergestellt, die sehr an Handel mit dem neu entdeckten Land Japan interessiert gewesen wären. Aus Gier nach schnellen Handelsgeschäften sei man bei ungünstigem Wetter aufgebrochen. Ihre Expedition habe Schiffbruch an der Küste der Ryūkyū-Inseln erlitten, wo sie wegen Piraterie verhaftet und nur wegen des Mitleids der Frauen der Insel freigelassen worden seien.
Dabei will Pinto in Begleitung anderer Portugiesen die Arkebuse in Japan eingeführt haben (Tanegashima-Arkebuse), eine in den damaligen Bürgerkriegen Japans entscheidende Waffe.
Pinto gilt in einigen historischen Betrachtungen auf Basis seiner Berichte als Begründer des Namban-Handels.

### Reise nach Martaban
Pinto berichtet:
Er sei nach Malakka zurückgekehrt. Der Hauptmann Pedro de Faria habe ihn dann nach Martaban entsandt, einer damals wohlhabenden Stadt im heutigen Myanmar (Birma). Er sei am 9. Januar 1545 abgereist und sei dort während einer Belagerung angekommen und in ein portugiesisches Söldnerlager geflüchtet. Am Ende der Belagerung sei er von einem Söldner verraten worden. Er sei von den Birmanen gefangen genommen worden und dem Schatzmeister ihres Königs übergeben worden. Dieser habe ihn mit ins Königreich Calaminham genommen, das heutige Luang Prabang in Laos. Auf dieser Reise sei er, während die Birmanen Thandwe, eine Stadt im heutigen Myanmar(Birma), belagerten, nach Goa geflohen.
Pintos drastische Schilderungen von Gewalt und Brutalität im Zusammenhang mit diesen Ereignissen werden als leidenschaftliche Anklage von Krieg und Grausamkeiten gesehen.

### Reise nach Java

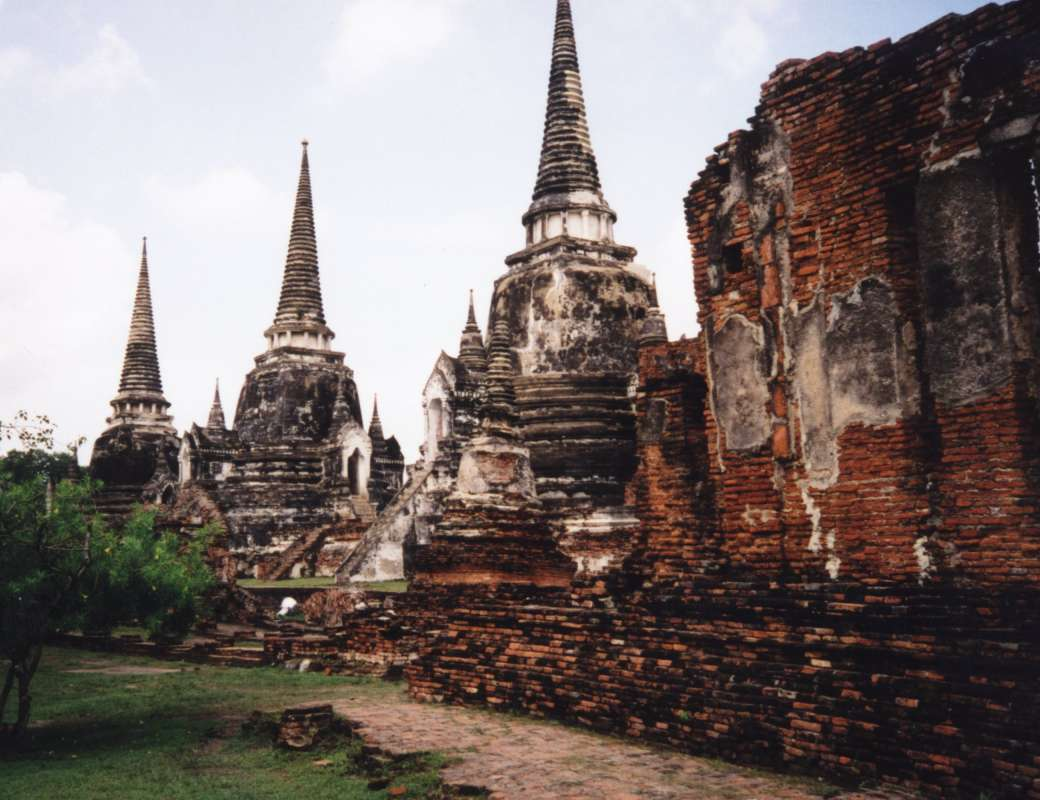
Wat Phra Si Sanphet in Ayutthaya

Über seine Reise nach Java berichtet Pinto:
In Goa habe er Pedro de Faria wieder getroffen. Dieser habe ihn nach Java geschickt, um Pfeffer für China zu kaufen. In Java habe es wegen der Ermordung des Kaisers Unruhen gegeben. Im javanischen Hafen Bantam habe er mit 40 anderen Portugiesen gemeinsam im Dezember 1547 die Flucht angetreten, jedoch später Schiffbruch an der Küste Javas erlitten. Um zu überleben, hätten sie zu Kannibalismus greifen müssen. Die Überlebenden hätten sich selbst als Sklaven verkauft, um aus den Sümpfen herauszukommen.
Sie seien an einen Händler von Celebes geraten und von diesem an den König von Kelapa, das heutige Jakarta, weiterverkauft worden. Der König habe ihnen die Freiheit geschenkt und sie nach Sunda geschickt. Mit geliehenem Geld habe Pinto eine Passage nach Siam (heute Thailand) gekauft. Dort hätte der König ansässige Portugiesen angeworben, um einen Aufstand an der Nordgrenze niederzuschlagen. Der König sei von der Königin getötet worden, die auch die Erben umgebracht hätte und ihren Liebhaber auf den Thron gesetzt hätte. Dieser neue König sei ebenfalls ermordet worden und es wäre zu Unruhen gekommen, die dazu geführt hätten, dass der König von Birma die siamesische Hauptstadt Ayutthaya belagerte.
Die Beschreibung der Ereignisse in der Geschichte Birmas in Pintos Schilderungen, ob aus erster Hand oder nicht, ist die detailreichste Wiedergabe in westlichen Quellen. Erzählungen wie die Wandlung schiffbrüchiger Christen zu Kannibalen können als Offenlegung der Fragwürdigkeit des Anspruches, Christen seien die bessern Menschen mit überlegenem Wertesystem, gedeutet werden. In extremen Situationen wie Krieg und Lebensgefahr werden Tabus und Werte schnell fallen gelassen.

### Weitere Reisen nach Japan
Er berichtet u. a.:
1547 habe er nach einer zweiten Japanreise Japan im Hafen von Kagoshima verlassen und einen japanischen Flüchtling namens Anjiro mitgenommen, den er 1549 Francisco de Xavier vorgestellt habe.
Xavier sei durch die Bekanntschaft mit Anjiro zu seiner 1549 begonnenen Missionstätigkeit in Japan angeregt worden und der maßgebliche Missionar geworden, der in Japan den Katholizismus verbreitete.
1551 während einer dritten Japan-Reise sei er Xavier während der Periode der Christianisierung des Landes erneut begegnet. Später im Jahr habe Xavier gemeinsam mit ihm auf demselben Schiff Japan verlassen.
Von 1554 bis 1557 kam es zu einer vierten Japanreise Pintos, die in Goa ihren Ausgangspunkt hatte. Diese Reise ist u. a. durch einen Brief von Ōtomo Yoshishige, ein Daimyo von Bungo aus der Familie der Ōtomo, belegt, der um die Entsendung einer Mission bat und seinen Übertritt zum Christentum in Aussicht stellte. Fernão Mendes Pinto begleitete die jesuitische Mission als weltlicher Botschafter des Vizekönigs von Indien.

Der später heiliggesprochene Francisco de Xavier wird von Pinto als Soldaten motivierender, bewaffneter Feldpfarrer gezeichnet. Im Kontrast zu seiner Schilderung asiatischer Geistlicher als unbewaffnet und Gewalt verabscheuend drückt er die Absurdität des Missionsvorhabens aus.

## Die Peregrinaçao

### Erscheinungsgeschichte und Rezeption

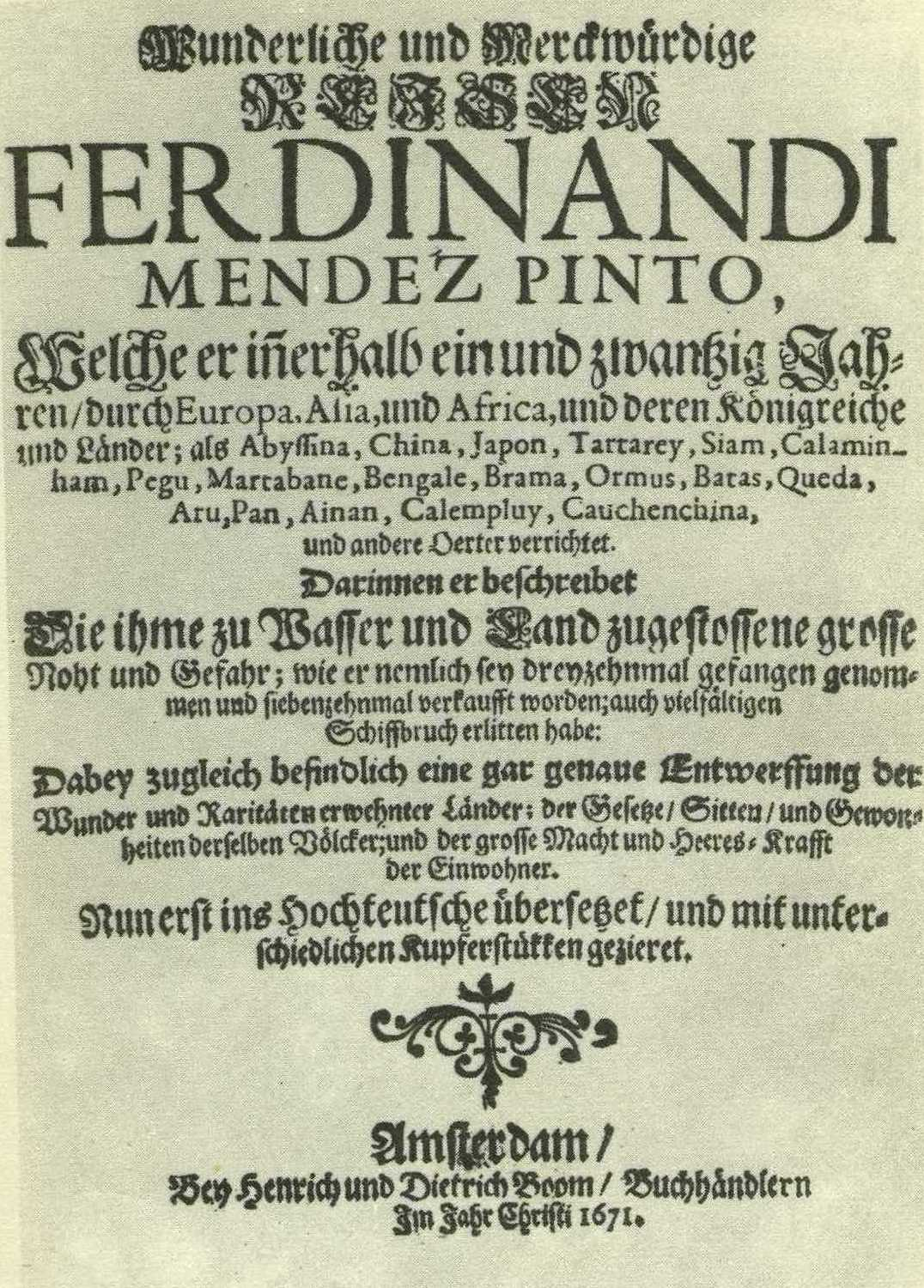
Titelseite der ersten deutschen Ausgabe 1671

Etwa 1569 bis 1578 schrieb Pinto die Peregrinação nieder, die jedoch erst 1614, ungefähr 30 Jahre nach Pintos Tod, erschien. Das erste Mal wird das Buch bereits am 22. Februar 1569 in einem Brief zwischen zwei Jesuiten erwähnt. Schon lange vor Veröffentlichung kursierte es in Manuskriptform. Die Originalmanuskripte gelten als verloren. Nach seinem Tod gaben die Töchter das Manuskript, wie in Pintos Testament festgelegt, in der Casa Pia de Penitentes ab, einem gemeinnützigen Haus für Frauen nahe Lissabon.
In den folgenden Jahren kamen viele Besucher, um das Buch zu lesen und Informationen über den Fernen Osten und das Leben Francisco de Xaviers zu erhalten. Aus diesem Grund bat die Casa de Pia 1603 bei den Autoritäten um die Erlaubnis zur Veröffentlichung und erhielt diese am 25. Mai 1603 nach der Zensur durch die Inquisition. Es vergingen weitere zehn Jahre bis zur Veröffentlichung des Buches 1614. Der genaue Grund hierfür ist unbekannt, der wahrscheinlichste ist aber, dass sich kein Verleger fand.
Der Druck wurde schließlich von Belchior de Faria bezahlt, wobei die Casa Pia für zehn Jahre die Einnahmen erhalten sollte.
Der Erfolg des Buches war sehr groß und so erschienen bereits 1620 zwei spanische Übersetzungen. Allein im 17. Jahrhundert erschienen in sechs Sprachen 19 Auflagen. Sieben auf Spanisch, drei auf Französisch, zwei auf Französisch und zwei auf Deutsch.
Die Peregrinaçao wurde erst 1671 ins Deutsche übersetzt und in einer gekürzten Version in Amsterdam veröffentlicht.
Bald nach Veröffentlichung hatte Pinto den Ruf ein Lügner und Aufschneider zu sein. Die lebhaften Erzählungen über seine 20-jährige Wanderung – er schrieb zum Beispiel, er sei „13 mal gefangen genommen und 17 mal verkauft worden“ – waren so außergewöhnlich, dass sie von der Allgemeinheit nicht ernst genommen wurden. So entstand in Portugal der Spruch „Fernão, Mentes? Minto! (Fernão lügst Du? Ja, ich lüge!)“, ein Wortwitz auf seinen Namen.
Im Laufe der Jahre griffen viele Autoren auf Pinto zurück, so zum Beispiel Erasmus Francisci für sein 1670 in Nürnberg erschienenes Werk Neupolirten Geschicht- Kunst und Sitten-Spiegel ausländischer Völker oder Eberhard Werner Happel für sein 1683 in Hamburg veröffentlichtes Werk Gröste Denkwürdigkeiten der Welt oder sog Relationes Curiosae.
Auch als Stoff und Inspiration für Romane diente die Peregrinaçao. Heinrich Anselm von Ziegler und Kliphausen wurde für seinen 1689 in Leipzig erschienenen Roman Die Asiatische Banise, oder Blutiges doch mutiges Pegu durch einen auf die Peregrinaçao zurückgehenden Abschnitt in Franciscis Buch angeregt. Pintos Reisebericht stieß bis ins 19. Jahrhundert auf starkes Interesse. So schrieb Johann Wolfgang von Goethe am 3. August 1809 in sein Tagebuch: „Reisebeschreibung von Ferdinand Mendez Pinto“, am 5. August „Pinto's Reise“ am 6. August „Nach Tische Vorlesung von Pinto's Reise“, am 7. August „Vorlesung aus Pinto“ und am 13. August „Nachts im Pinto gelesen und einiges skizziert“. Er „soll sie sogar eine productive Scharteke genannt haben“.
Die Frauenrechtlerin Hedwig Dohm zitierte Pinto in „Das Stimmrecht der Frauen“.

### Literarische Einordnung
Literarisch handelt es sich bei der Peregrinação um einen pikaresken, autobiografischen Roman. Der Picaro hat Interesse an Reichtum, Essen und Trinken und läuft lieber davon, als heroisch zu kämpfen. Der Ehrenkodex seiner Zeit bedeutet ihm nichts, er versagt immer wieder und hat keine Skrupel, wenn er den Hunger besiegen muss. Der klar genannte Anlass seiner Reise ist die Erwartung besserer Verdienstchancen und mitnichten idealistische Mithilfe bei der Verbreitung des Christentums. Dabei wirkt der Picaro jedoch weit weniger korrupt als die ihm umgebenden Herren der Krone und der Kirche, die ideologisch begründet habgierig und gewalttätig handeln und idealistische Motive heucheln. Da der Anti-Held der Erzähler ist, weiß der Leser stets, dass er alle Abenteuer überstehen wird. Im Unterschied zu anderer Reiseliteratur jener Zeit werden Gefahren realistisch dargestellt und der Erzähler berichtet häufig von Angst.

### Historische Quelle
Die Peregrinação ist ungeachtet diverser zweifelhafter Darstellungen und der schwierigen Trennung von Wiedergabe von Realität aus eigener Anschauung, Wiedergabe von erfahrenen Geschichten aus Berichten Dritter und literarischer Fiktion ein wichtiges Dokument des asiatischen Lebens im 16. Jahrhundert. Pinto gibt Details der asiatischen Kultur gut wieder und schildert realistisch die portugiesische Tätigkeit im Fernen Osten, zumindest weit realistischer als Luís de Camões in seiner Darstellung in den Lusiaden.
Eine umstrittene Behauptung ist die Einführung der Arkebuse in Japan durch Pinto. Dafür existieren jedoch keine Beweise. Zweifelhaft ist auch, dass er der erste Europäer gewesen ist, der Japan erreichte. Da er jedoch unzweifelhaft zu den frühesten europäischen Besuchern von Japan gehörte, ist sein diesbezüglicher Bericht eine wichtige Quelle.
Eine weitere zweifelhafte Behauptung, der angebliche Kampf gegen Moslems auf Java, wurde von verschiedenen Historikern untersucht. Der niederländische Historiker P. A. Tiele schrieb 1880, er glaube nicht, dass Pinto bei den Vorfällen anwesend gewesen sei. Vielmehr habe er Quellen aus zweiter Hand verwendet. Trotzdem glaubte Tiele, man könne Pintos Bericht wegen des Mangels an anderen Quellen zur javanischen Geschichte dieser Zeit nicht außer Acht lassen. Trotz des Zweifels an Pintos Genauigkeit kann es gut sein, dass er die einzige maßgebliche Quelle hierzu darstellt.
Maurice Collins, ein Experte für asiatische Themen, der 20 Jahre in der Gegend lebte, ist der Meinung, Pintos Bericht sei, wenn auch nicht vollständig korrekt, doch im Großen und Ganzen wahr. Deswegen sieht er Pintos Bericht als den vollständigsten des 16. Jahrhunderts über Themen der asiatischen Geschichte an.

### Kolonialismuskritik und Moralphilosophie
In seinem Buch zeigt sich Pinto als scharfer Kritiker des portugiesischen Kolonialismus im Fernen Osten und äußert moralische und religiöse Bedenken gegen dieses, wie er es auffasste, heuchlerische und gierige Unternehmen, das als religiöse Mission getarnt sei. So lässt er Einheimische durch Portugiesen begangene Plünderungen wehrloser Schiffe, Tempelschändungen, Grabraub, Vergewaltigungen und Opportunismus benennen.
Andererseits beschreibt er schlechte und gute Behandlung durch Einheimische und hinterfragt die angebliche Überlegenheit des Christentums. So berichtet er von Heiden, die noch nie von Jesus Christus gehört hatten, und trotzdem den Geboten Gottes folgten. Pinto bezweifelt sogar den Wert von Kolonien für Portugal. Diese Ansichten sollten später weit verbreitet sein, waren aber ungewöhnlich für seine Zeit. Wegen der restriktiven Zensur zur Zeit der Inquisition musste Pinto seine Kritik in Geschichten kleiden bzw. diese fiktiven Gestalten seiner Erzählungen in den Mund legen (moralischer Spiegel). Pinto drückt Respekt vor asiatischen Kulturen und Religionen aus und kritisiert indirekt, indem er z. B. Orientalen gebildeter und gerechter als Portugiesen erscheinen lässt. Formal auf der Seite der Portugiesen weckt er jedoch Sympathie für die Eroberten und nicht für die Eroberer. Seine Selbstdarstellung als loyal zu vorherrschenden Auffassungen der Obrigkeit ist vordergründig und geheuchelt.
Rebecca Catz deutet das Werk als Moralphilosophie:
| „As the title implies, the Peregrinação is also a tale of a spiritual journey through life, with trials, tribulations, and tests of Christian morality, with only death to separate a man from his spiritual home and eternal bliss. There is no doubt that the Peregrinação is a work of profound moral and religious philosophy. …For in a certain sense, Pinto surpassed the historians of his day. He took the essence of history and extracted from it a moral lesson, just as valid in his day as it is in ours.“ | „Wie der Titel ausdrückt, ist die Peregrinação auch eine Erzählung einer spirituellen Reise durch das Leben, mit Versuchungen, Leiden und Prüfungen der christlichen Moral, bei der nur der Tod einen Menschen von seiner geistigen Heimat und ewigen Seligkeit trennen kann. Es gibt keinen Zweifel, dass die Peregrinação ein profundes Werk der Moral und religiösen Philosophie ist. …In einem gewissen Sinne war Pinto den Historikern seiner Zeit voraus. Er nahm den Kern der Geschichte und extrahierte die moralische Lehre daraus, was in seiner Zeit ebenso gültig war wie es in unserer heutigen Zeit gültig ist.“ |

## Ausgaben
- Jorge [Manuel] Santos Alves (Hgb.): Fernão Mendes Pinto and the Peregrinação - studies, restored Portuguese text, notes and indexes. Lisboa : Fundação Oriente 2010. ISBN 978-972-785-096-9. - Vierbändige Ausgabe, Bd. 1: Studies, Bd. 2: Restored Portuguese text, Bd. 3: Notes, Bd. 4: Indexes.
- Martin Angele: Peregrinação oder die Reisen des Fernão Mendes Pinto. Books on Demand, Norderstedt 2004.
- Fernão Mendes Pinto: Merkwürdige Reisen im fernsten Asien 1537–1558. Edition Erdmann, 2001, ISBN 3-522-60035-5.
- Rebecca Debora Catz: The Travels of Mendes Pinto. The University of Chicago Press, Chicago/London 1989, ISBN 0-226-66951-3.
- Horst Lothar Teweleit (Hgb.): Wunderliche und merkwürdige Reisen des Fernão Mendez Pinto. Berlin : Rütten & Loening 1976.
- Walter G. Armando: Peregrinaçam oder die seltsamen Abenteuer des Fernção Mendes Pinto. Freie Bearbeitung und Übertragung seiner Anno 1614 zu Lissabon herausgegebenen Memoiren. Hamburg : Dulk 1960.
- Maurice Collis: The Grand Peregrination. Faber and Faber, London 1949, ISBN 0-85635-850-9.
- Philipp Hedwig Külb: Fernand Mendez Pinto's abenteuerliche Reise durch China, die Tartarei, Siam, Pegu und andere Länder des östlichen Asiens. Hermann Costenoble, Jena 1868, Digitalisat.